# Anelassorhynchus vegrandis
Anelassorhynchus vegrandis is een lepelworm uit de familie Thalassematidae.
De wetenschappelijke naam van de soort werd in 1883 gepubliceerd door Kurt Lampert.